# Teatre Nacional de Varsòvia
|  | No s'ha de confondre amb Teatre polonès de Varsòvia. |

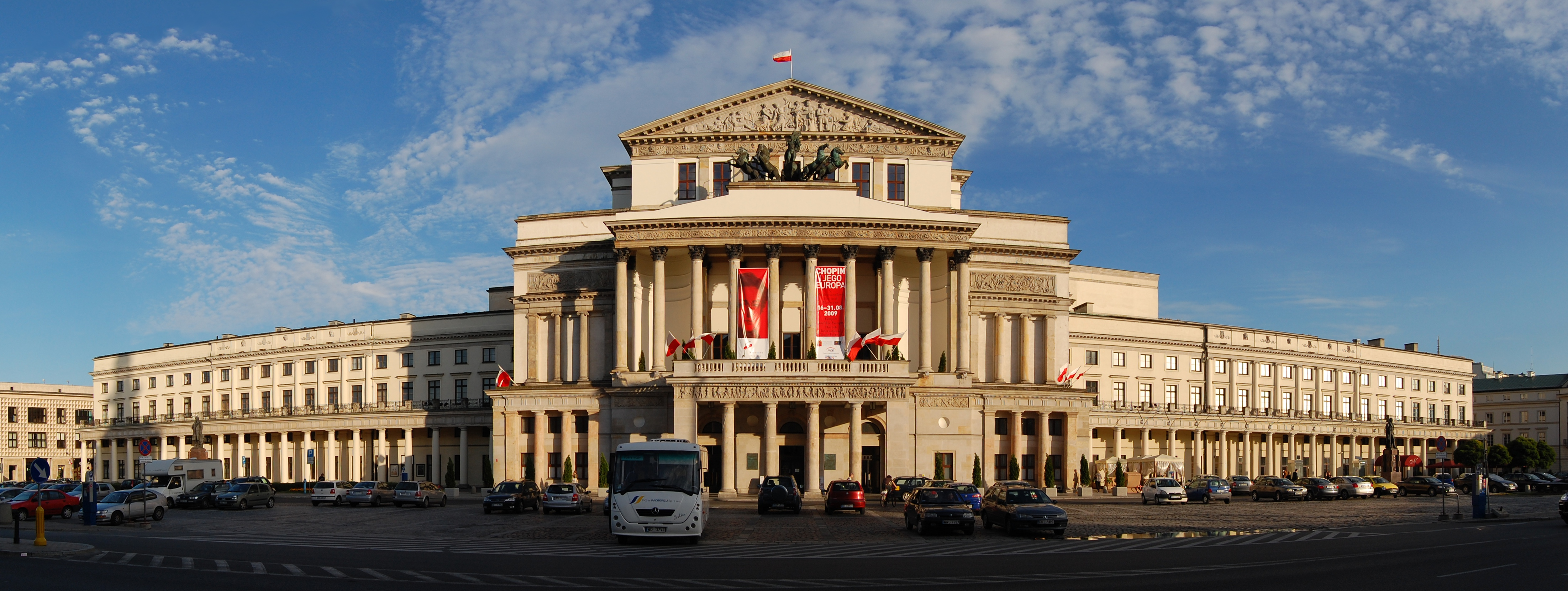
Edifici del Gran Teatre de Varsòvia, en l'interior del qual té la seu el Teatre nacional de Varsòvia

El Teatre nacional de Varsòvia (Teatr Narodowy), és un teatre situat a l'interior del Gran Teatre de Varsòvia (Teatr Wielki). És un dels tres teatres del país que es beneficien de l'estatut d'institució nacional.
El Teatre nacional és el teatre més antic de Polònia. Va ser fundat el 1765 pel seu últim monarca, el rei Estanislau II Poniatowski, en temps de la Il·lustració polonesa, dominat per la intel·lectualitat i la burgesia poloneses.
En aquest teatre es va estrenar l'11 d'octubre de 1830 el Concert per a piano núm. 1, op. 11 de Frédéric Chopin. Les activitats del teatre es van suspendre després de l'Aixecament de novembre (1830). El Teatre Nacional va reobrir les seves portes el 1924, durant la Segona República Polonesa el 1924. La forta repressió i el control polític exercit sobre la cultura durant la República Popular de Polònia (1945-1989) va fer que la qualitat de la programació del teatre decaigués.